# Eleocharis mitracarpa
Eleocharis mitracarpa är en halvgräsart som beskrevs av Ernst Gottlieb von Steudel. Eleocharis mitracarpa ingår i släktet småsäv, och familjen halvgräs. Inga underarter finns listade i Catalogue of Life.